# Герб комуни Арвідсьяур
Герб комуни Арвідсьяур (швед. Arvidsjaur kommunvapen) — символ шведської адміністративно-територіальної одиниці місцевого самоврядування комуни Арвідсьяур.

## Історія
Герб ландскомуни Арвідсьяур затверджено 1945 року. Перереєстрований після адміністративно-територіальної реформи за комуною 1974 року.

## Опис (блазон)
У золотому полі синя голова північного оленя з червоними рогами, у синій главі 7 6-променевих зірок у формі сузір'я Великої Ведмедиці.

## Зміст
Північний олень є представником місцевої фауни, а сузір'я вказує на розташування комуни біля полярного кола.